# توره له نوچله
توره له نوچله (به ایتالیایی: Torre Le Nocelle) یک کومونه در ایتالیا است که در استان آولینو واقع شده‌است. توره له نوچله ۱۰ کیلومتر مربع مساحت و ۱٬۳۷۰ نفر جمعیت دارد و ۴۲۰ متر بالاتر از سطح دریا واقع شده‌است.